# Гульнара
Гульна́ра, Гульна́р (перс. گلنار, Golnār‎, тат. Гөлнара, каз. Гүлнәр /gylʲ'nɑr/ «Гюльнар», узб. Gulnora, Гулнора, крымскотат. Gülnara, Гульнара) — женское имя персидского происхождения. В переводе означает цветочная, подобная цветку, цветоподобная. Дословно — цветок гранатового дерева, цветок граната: гүл — цветок, нар — плод гранатового дерева. Существует также версия, что «цветком гранатового дерева» называли травянистое растение горицвет, у которого ярко-желтые и красные цветки. Поэтому имени Гульнара можно также дать толкование имени — «горицвет».
Имя распространено в Центральной Азии (Казахстане, Кыргызстане, Узбекистане), а также в России (преимущественно в Татарстане).
Распространённое имя у казахов. 
Синонимы: Гульнария, Гюльнар, Гульанар, Анаргуль. Не являются синонимами: Гульнур, Гюльнур, Нургуль и т. д.
Краткая форма: Гуля. Уменьшительно-ласкательное обращение Гуля также является краткой формой ко многим женским именам, не только начинающимся на «гуль» (Айгуль, Галина, Гуль, Гульназ, Гульзира, Ангел, Гульшат и другие), а также к некоторым мужским именам (Георгий, Сергей).
Варианты написания имени Гуля латиницей: Gulya, Gulja, Gulia, Gula